# Дедюля, Иван Прохорович
Ива́н Про́хорович Дедю́ля (18 сентября 1917 — 5 марта 2013) — советский разведчик, дипломат, полковник госбезопасности, участник Великой Отечественной войны, помощник председателя КГБ СССР по разведке.

## Биография
Иван Дедюля родился 18 сентября 1917 года в белорусской крестьянской семье. В 1939 году после окончания литературного факультета Могилёвского педагогического института был призван в ряды РККА. Участник Великой Отечественной войны с 1941 года, был политруком роты, имел ранения.
В 1942 году в составе группы был направлен в Минскую область для организации партизанского движения. В этом же году назначен комиссаром созданного партизанского отряда «Смерть фашизму». В 1943 году назначен командиром партизанской бригады «Смерть фашизму».
С 1944 года после освобождения Белоруссии работал в Смолевическом райкоме КП(б) Белоруссии. С 1947 года, после окончания Высшей дипломатической школы МИД СССР, работал в аппарате политического советника при Советской военной администрации в Германии, был начальником консульского отдела в Дрездене.
С 1951 года в ранге первого секретаря работал в центральном аппарате МИД СССР. Собирался писать кандидатскую диссертацию, когда получил предложение перейти на работу в разведку. С 1954 года после окончания Курсов разведки назначен помощником начальника, начальником 2-го отдела Спецуправления ПГУ КГБ при СМ СССР. С 1957 года назначался помощником, заместителем резидента ПГУ КГБ СССР в Австрии, работал под прикрытием должности сотрудника консульского отдела посольства, позднее в должности — консула.
С 1962 года — резидент в Израиле под дипломатическим прикрытием первого секретаря посольства СССР. В 1967 году назначен помощником (старший референт) председателя КГБ СССР по разведке.
С 1985 года в отставке.
Умер 5 марта 2013 года в Москве. Похоронен на Троекуровском кладбище.
Автор ряда книг о подвигах белорусских партизан в годы Отечественной войны, среди которых «Лесная гвардия», «Партизанский фронт», «Неоконченное сражение».
Супруга Валентина Павловна, трое сыновей, дочь, восемь внуков и девять правнуков.

## Награды
- Орден Красного Знамени;
- Два ордена Отечественной войны 1-й степени;
- Два ордена Красной Звезды;
- Медаль «Партизану Отечественной войны» 1-й и 2-й степени;
- Медаль «За победу над Германией в Великой Отечественной войне 1941—1945 гг.»;

Ведомственные знаки отличия:
- Знак Почётный сотрудник госбезопасности;
- Знак «50 лет ВЧК-КГБ»;
- Знак «60 лет ВЧК-КГБ»